# Anni Mewes
Anni Mewes (née le 6 mai 1895 à Berlin, et morte le 27 avril 1980 à Munich, Allemagne de l'Ouest) fut une actrice (au cinéma, au théâtre et à la télévision). Elle est aussi connue pour avoir entretenu une correspondance épistolaire avec Rainer Maria Rilke et tourné dans la Mélodie du cœur, le premier film parlant allemand.

## Biographie
Anna Mewes (également connue sous le nom d'Annie ou Anni Metes) est la fille d'Adolf Mewes, secrétaire du metteur en scène et critique artistique Otto Brahm, et la sœur de l'acteur Ernst Mewes, mort au combat en 1918. Dès 1913, elle joue dans le film muet Le Songe d'une nuit d'été de notre temps de Hanns Heinz Ewers et y gagne sa renommée. Elle se produit au Lessingtheater de Berlin à l'âge de 18 ans et en 1915 à la Volksbühne de Vienne sous la direction d'Arthur Rundt. Elle est amie avec Rainer Maria Rilke et Peter Altenberg. Otto Falckenberg la fait fenir au Kammerspiele de Munich en 1916. Vers 1917, on la voit également aux Kammerspiele de Hambourg.
Vers 1918 et 1919, elle entretient une correspondance abondante avec Rilke. En 1920, elle se rend chez Max Reinhardt à Berlin. Vers 1921, son portrait en bronze est réalisé par Edwin Scharff. En 1922, elle donne naissance à une fille à Berlin, la future agente artistique Annemarie Herald. En 1929, Anni Mewes écrit des pièces de cabaret, comme Wenn die Igel in der Abendstunde…, interprétées par un chœur masculin à Vienne. En 1935, Anni Mewes quitte Berlin et, après la mort de son époux, reprend sa carrière, jouant au Josefstädter Theater de Vienne et partant en tournée avec Marianne Hoppe .
En 1958, elle organise des soirées de lecture au Théâtre de Josefstadt, où elle lit pour la première fois sa correspondance inédite avec Rilke. C'est probablement dans les années 1960 que sa fille l'amène à Munich. Jusqu'à un âge avancé, elle apparaît à la télévision allemande dans les années 1960 et 1970 (La Cinquième Colonne, 1964, Le Commissaire, 1975). Elle a vécu en couple avec l'actrice Marianne Hoppe dans les années 1970 . Fin avril 1980, Anni Mewes décède à Munich . Sa correspondance avec Rilke est conservée à la Bibliothèque d’État de Bavière à Munich.

## Filmographie
- 1913 : Ein Sommernachtstraum in unserer Zeit (de) de Stellan Rye avec Grete Berger, Carl Clewing (de) et Jean Ducret
- 1929 : Mélodie du cœur de Hanns Schwarz. Avec Dita Parlo et Willy Fritsch.